# Los Altos (Kalifornija)
Los Altos je grad u američkoj saveznoj državi Kalifornija. Prema popisu stanovništva iz 2010. u njemu je živjelo 28.976 stanovnika.